# Amanoa
Genre
Classification APG III (2009)
Synonymes
Selon GBIF (04 avril 2022) :
- Micropetalum Poit. ex Baill.

Amanoa est un genre de plantes à fleurs de la famille des Phyllanthaceae, et comptant entre 16 et 20 espèces'. Ce sont des arbres répandus dans l'est de l'Amérique centrale, le nord de l'Amérique du Sud et l'Afrique occidentale tropicale. 
Le nom Amanoa est inspiré de l'ancien nom vernaculaire Galibi Amanoua de l'espèce type Amanoa guianensis Aubl. en Guyane.

## Description
Amanoa regroupe des arbres ou arbustes monoïques ou dioïques, sans latex. 
Les feuilles sont simples, alternes, distiques, persistantes, coriaces, glabres.
Les stipules intrapétiolaires, sont appariées ou confluentes à l'aisselle des feuilles.
La marge est entière, et la nervation pennée. 
L'inflorescence est axillaire et/ou terminale, en grappes à bractées denses (cymules réduites), chez les espèces néotropicales, à l'aisselle de bractées stipulaires en croissant, alternes, réduites, sur des axes spiciformes caduques déterminés portées en groupes de 1 à plusieurs par apex de branche, ou chez les espèces africaines, à l'aisselle des feuilles ordinaires, en agrégats pseudoterminaux non feuillés qui reviennent à la croissance végétative.
Les axes sont droits ou sinueux, avec des bractées florales minuscules, triangulaires, à nervures médianes pubescentes sur la face abaxiale. 
Les fleurs staminées sont sessiles ou pédicellées, régulières, le périanthe bisérié, avec 5 sépales libres, 5 pétales griffus avec un limbe réniforme chez les espèces néotropicales, ou minuscules, en forme d'écailles, obovales. 
Le disque est annulaire, extrastaminal.
On compte 5 étamines réceptaculaires ou surélevées sur un court androphore, dépourvues de filets, avec les anthères basifixes, biloculaires, et le pistillode en colonne.
Les fleurs pistillées portent un pédicelle court, régulier, le périanthe fugace (sinon comme dans les fleurs staminées).
Le disque est hypogyne, annulaire.
L'ovaire est globuleux à 3 loges, avec 2 ovules par loge, les stigmates sessiles, entiers ou lobés. 
Le fruit est une capsule globuleuse à déhiscence explosive (l'endocarpe osseux se tordant et se séparant du reste du péricarpe).
Les graines sont globuleuses à subcylindriques, dépourvus de caroncule.
Le testa est chartacé à pierreux.
L'endosperme est présent.
L'embryon est droit, les cotylédons grands, oblongs, la radicule courte, supérieure.

## Protologue

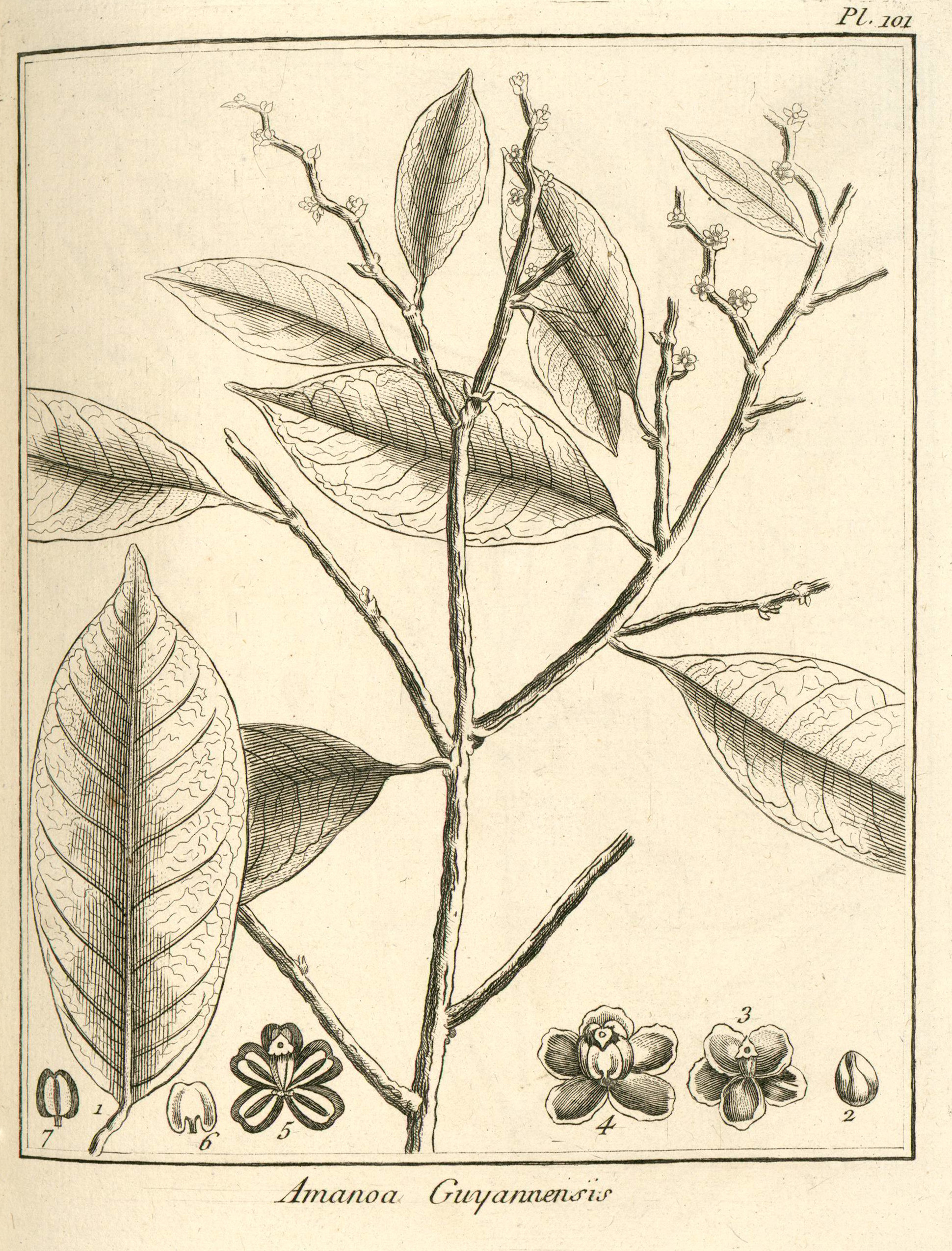
Amanoa guianensis par Aublet (1775) :
Planche 101. - On a repréſenté une feuille de grandeur naturelle, & on a beaucoup groſſi une fleur, & les parties qui la compoſent. - 1. Feuille de grandeur naturelle. - 2. Écaille. - 3. Calice. Ovaire. Stigmate. - 4. Calice. Étamines. Piſtil. - 5. Étamine vue par le dos. - 6. Étamine vue de face

En 1775, le botaniste Aublet propose le protologue suivant : 
« AMANOA. (Tabula 101.)
CAL. Perianthium monophyllum, minimum, quinquepartitum ; laciniis ovatis, ſubrotundis, concavis.
COR. nulla.
STAM. Filament a quinque, breviſſima, receptaculo germinis inſerta. Antheræ craſſæ, biloculares.
PIST. Germen triangulare, Stigma trigonum, concavum, fimbriatum.
PER. . . .

SEM. . . . »
— Fusée-Aublet, 1775.

## Espèces
Selon World Flora Online (WFO) (04 avril 2022) :
- Amanoa almerindae Leal Little
- Amanoa anomala Little Planch.
- Amanoa bracteosa Planch. Krug & Urb.
- Amanoa caribaea Krug W.J.Hayden
- Amanoa congesta W.J.Hayden Huber
- Amanoa cupatensis Huber Müll.Arg.
- Amanoa glaucophylla Müll.Arg. W.J.Hayden
- Amanoa gracillima W.J.Hayden Aubl.
- Amanoa guianensis Aubl. Rusby
- Amanoa muricata Rusby W.J.Hayden
- Amanoa nanayensis W.J.Hayden W.J.Hayden
- Amanoa neglecta W.J.Hayden Müll.Arg.
- Amanoa oblongifolia Müll.Arg. W.J.Hayden
- Amanoa sinuosa W.J.Hayden Jabl.
- Amanoa steyermarkii Jabl. Müll.Arg.
- Amanoa strobilacea Müll.Arg.

Selon GBIF (04 avril 2022) :
- Amanoa almerindae Leal Little
- Amanoa anomala Little Planch.
- Amanoa bracteosa Planch. Krug & Urb.
- Amanoa caribaea Krug Baill., 1858
- Amanoa chartacea Baill., W.J.Hayden
- Amanoa congesta W.J.Hayden Huber
- Amanoa cupatensis Huber Müll.Arg.
- Amanoa glaucophylla Müll.Arg. W.J.Hayden
- Amanoa gracillima W.J.Hayden Aubl.
- Amanoa guianensis Aubl. Secco
- Amanoa marapiensis Secco Rusby
- Amanoa muricata Rusby W.J.Hayden
- Amanoa nanayensis W.J.Hayden H.J.Hayden
- Amanoa neglecta H.J.Hayden W.J.Hayden
- Amanoa neglecta W.J.Hayden Müll.Arg.
- Amanoa oblongifolia Müll.Arg. W.J.Hayden
- Amanoa sinuosa W.J.Hayden Jabl.
- Amanoa steyermarkii Jabl. Müll.Arg.
- Amanoa strobilacea Müll.Arg. Huber
- Amanoa yapurensis Huber

Selon Tropicos (26 mai 2013) (Attention liste brute contenant possiblement des synonymes) :
- Amanoa acuminata Thwaites, 1864
- Amanoa almerindae Leal, 1951
- Amanoa anomala Little, 1969
- Amanoa boiviniana Baill., 1861
- Amanoa bracteata Rich. ex Baill., 1858
- Amanoa bracteosa Planch.,
- Amanoa brasiliensis Baill., 1858
- Amanoa caribaea Krug & Urb., 1897
- Amanoa chartacea Baill. ex Müll. Arg., 1866
- Amanoa collina (Roxb.) Baill., 1858
- Amanoa congesta W.J. Hayden, 1990
- Amanoa cunninghamii (Müll. Arg.) Baill., 1866
- Amanoa cupatensis Huber, 1913
- Amanoa dallachyana Baill., 1866
- Amanoa divaricata Poepp., 1845
- Amanoa faginea Baill., 1866
- Amanoa ferruginea Thwaites, 1861
- Amanoa glaucophylla Müll. Arg., 1873
- Amanoa gracillima W.J. Hayden, 1990
- Amanoa grandiflora (Müll. Arg.) Müll. Arg., 1872
- Amanoa guianensis Aubl., 1775
- Amanoa indica Wight, 1852
- Amanoa indica Thwaites, 1864
- Amanoa laurifolia Pax, 1893
- Amanoa leichhardti Baill., 1866
- Amanoa leichhardtii Baill., 1866
- Amanoa macrocarpa Cuatrec., 1959
- Amanoa marapiensis Secco, 2014
- Amanoa muricata Rusby, 1912
- Amanoa nanayensis W.J. Hayden, 1990
- Amanoa neglecta W.J. Hayden, 1990
- Amanoa oblongifolia Müll. Arg., 1863
- Amanoa ovata Baill., 1866
- Amanoa pallida Thwaites, 1861
- Amanoa patula (Roxb.) Thwaites, 1861
- Amanoa potamophila Croizat, 1943
- Amanoa pubescens Steyerm., 1952
- Amanoa purpurascens Poepp. ex Baill., 1858
- Amanoa racemosa Poepp. & Endl., 1841
- Amanoa ramiflora Poepp. & Endl., 1841
- Amanoa robusta Thwaites, 1864
- Amanoa robusta Leal, 1951
- Amanoa schweinfurthii Baker & Hutch., 1910
- Amanoa sinuosa W.J. Hayden, 1990
- Amanoa stenonia Baill., 1890
- Amanoa steyermarkii Jabl., 1967
- Amanoa strobilacea Müll. Arg., 1864
- Amanoa strobilantha Planch., 1849
- Amanoa tomentosa (Blume) Baill., 1866
- Amanoa yapurensis Huber,